# Helmut Köhler (Chemiker)

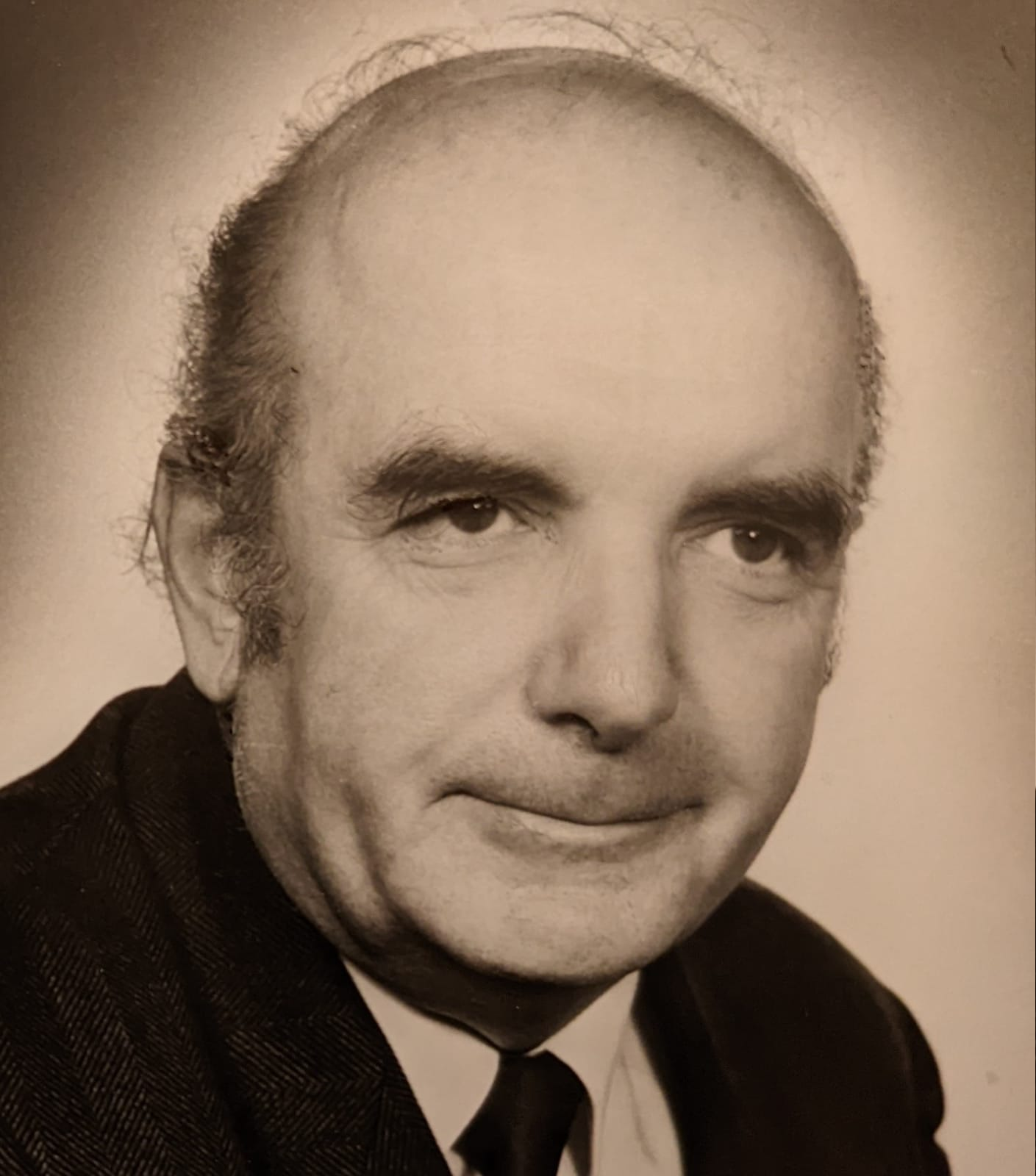
Helmut Köhler (um 1990)

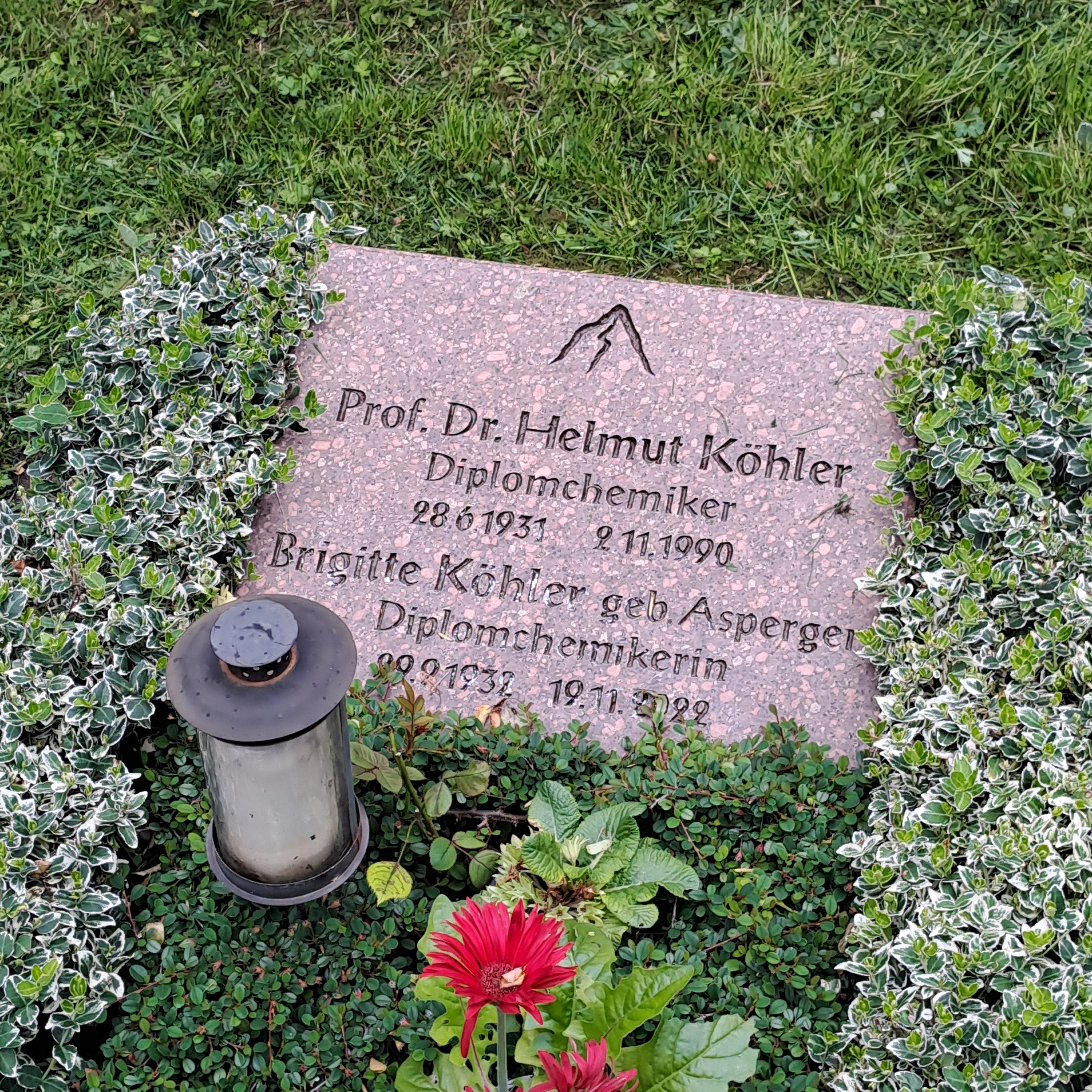
Grab von Helmut Köhler und seiner Ehefrau auf dem Laurentiusfriedhof Halle

Johann Andreas Helmut Köhler (* 28. Juni 1931 in Meiningen; † 2. November 1990 in Halle (Saale)) war ein deutscher Chemiker.

## Leben
Helmut Köhler wuchs im südthüringischen Meiningen mit vier Geschwistern auf. Nach dem frühen Tod der Eltern, dem Verlust der beiden älteren Brüder im Krieg und dem Abitur in Meiningen absolvierte er zunächst eine Ausbildung als Chemielaborant und arbeitete anschließend im Leuchtstoffwerk Bad Liebenstein. 1951 trat er ein Chemiestudium an, das er 1957 mit dem Diplom abschloss. Nach Promotion 1960, Habilitation 1967 und Dozentur erhielt er 1977 eine Professur an der Martin-Luther-Universität Halle-Wittenberg. Neben seiner Tätigkeit in Forschung und Lehre arbeitete er als Stellvertreter des Direktors als Verantwortlicher für Forschung an der Sektion Chemie. Er war verheiratet und hatte zwei Kinder.

## Wissenschaftliches Tätigkeitsfeld
Helmut Köhler lehrte und forschte an der Martin-Luther-Universität Halle-Wittenberg auf dem Gebiet der Anorganischen Chemie, insbesondere zur Koordinationschemie, zur elementorganischen und Phosporchemie. Seine wissenschaftliche Arbeit begann mit Untersuchungen zur Gold(III)-Chemie und zu Reaktionen der Antimonigen und der Arsenigen  Säure. Arbeiten zur Chemie der Übergangsmetalle betrafen vor allem Komplexe der Pseudohalogenide Dicyanamid und Tricyanmethanid. Neben der Koordinationschemie beanspruchte die Chemie von Hauptgruppenelementen sein Interesse, was ihn, u. a. zur Synthese von Cyanamidophosphaten führte. Ausgehend von der Beschäftigung mit der Reaktivität und den Eigenschaften der Pseudohalogenide und zahlreicher ihrer Verbindungen entdeckte er das Chalkogenid-analoge Verhalten von Cyanamid und Dicyanmethanid. Daraus entwickelte er das Pseudochalkogenkonzept, wodurch das Konzept elementhomologer Verbindungen und Atomgruppen auf eine allgemeine Grundlage gestellt wurde.

## Veröffentlichungen (Auswahl)